# Georg Löwe
Georg Löwe, född ca. 1625, död mellan 1699 och 1708. Han var 1644 fänrik i Viborgs infanteriregemente, 1648 löjtnant, 1651 kapten och major från 1656. Överstelöjtnants avsked 1680. Georg Löwes kompani var i garnison i Riga. År 1664 köpte han för 6 000 thaler sin sätesgård Kudum gård (lettiska Kūduma muiža) ca 10 mil nordost om Riga. Han hade tjänsteboställen i Mola och Ruokolax. År 1649 fick han som donation en förläning i Portas jordebokssocken i Tavastland.
Georg Löwe var son till kapten Hans Georg Löwe som stupade i slaget vid Breitenfeld den 17 september 1631. Georg Löwes farfar var ryttmästaren Gerhard Löwe (ca 1560-1610). Georg Löwe gifte sig den 27 juli 1657 med Dorothea Elisabeth Lode från Livland.
Barn:
- Hans Georg Löwe (i källorna även Leijon och Leyon), major i Nylands infanteriregemente år 1700. Han hade kommit efter krigsutbrottet från Livland, där han ägde gårdarna Orellen (lettiska Ungurmuiža muiža) och Kudum. Han ledde de finska hjälptrupperna vid den ryska belägringen av Nöteborg 1702. Han befordrades till överstelöjtnant 1708. Han stupade i slaget vid Lesna den 29 september 1709. – Hans Georg var gift med Magdalena Elisabet von Bülow, omgift von Hallart och död 1750.[2] Hon spelade en betydande roll i den lettiska, nationella väckelsen. De hade två söner som avled i pesten 1710.
- Gustaf Johan Löwe, student i Uppsala 1673. Fänrik 1677 i faderns kompani i Viborgs infanteriregemente. Kapten 1679-1690 i samma regemente i ett kompani, som bestod av män från Jäskis och Joutseno och som länge utgjorde en del av Narvas fästnings garnison. Arrenderade senare Renningshof (estniska Seamoisa) gård i Tartu-Maarja socken i Estland då han var kretsdomare i Tartumaa. Han avled efter år 1699. – Gustaf Johan var gift med Sophia Renn. De hade barn i Estland.
- Birgitta Katarina Löwe, flykting i Sverige 1716, ogift.
- Maria Löwe, flykting i Sverige 1714-1719. – Gift med ryttmästaren Anders Hästesko af Målagård i dennes andra äktenskap. Han ägde Målagård i Mola och Strömnäs gård i Stranda socken.
- Elisabeth Löwe, levde som änka 1737. – Gift med majoren Henrik Johan von Giging.
- Margareta Gertrud Löwe, född omkring 1660. – Gift med översten Gustaf Wilhelm von Schlippenbach.